# 同人卦

同人卦

同人卦，簡稱同人，為六十四卦之中的第十三卦。上卦是乾卦，代表天，就是☰；下卦是離卦，代表火，就是☲。所以，同人卦就畫成䷌。為方便記住卦象，有個名叫天火同人。

## 卦辭
同人于野，亨。 利涉大川，利君子貞。
彖曰：同人，柔得位得中，而應乎乾，曰同人。 同人曰，同人于野，亨。利涉大川，乾行也。 文明以健，中正而應，君子正也。 唯君子為能通天下之志。
象曰：天與火，同人﹔君子以類族辨物。

## 爻辭
初九：同人於門，無咎。
六二：同人於宗，吝。
九三：伏戎於莽，升其高陵，三歲不興。
九四：乘其墉，弗克攻，吉。
九五：同人，先號啕而后笑。 大師克相遇。
上九：同人於郊，無悔。